# 4171 Carrasco
4171 Carrasco (1982 FZ1) là một tiểu hành tinh vành đai chính được phát hiện ngày 23 tháng 3 năm 1982 bởi Carolyn S. Shoemaker ở Palomar.